# Store Venjetinden
Store Venjetinden (parfois appelé Store Vengetinden) est une montagne du comté de Møre og Romsdal, en Norvège. Elle culmine à 1 852 m d'altitude, ce qui en fait le point culminant des Alpes de Romsdal.